# ジノプロスト
ジノプロスト（Dinoprost）とは天然型のプロスタグランジンF2α（PGF2α）製剤である。子宮収縮作用により陣痛を誘起する。

## 適応
ヒトにおいては、主に子宮収縮剤として低用量で使用される日本薬局方一部収載医薬品であり、妊娠末期における陣痛誘発・陣痛促進・分娩促進、術後腸管麻痺や麻痺性イレウスで他の保存的治療で効果が無い場合の腸管蠕動亢進を目的に注射投与で使用される。また、治療的流産を目的に高用量を卵膜外投与する場合もある。作用が重複するオキシトシン、ジノプロストンとの併用は禁忌。眼科領域ではジノプロストの誘導体が緑内障の治療に使用される（ラタノプロスト参照）。

## 薬理
ジノプロストは卵巣において黄体を退行させることにより排卵を誘起する。

## 効能・効果
1. 妊娠末期における陣痛誘発・陣痛促進・分娩促進
2. 治療的流産
3. 下記における腸管蠕動亢進
  - 胃腸管の手術における術後腸管麻痺の回復遷延の場合
  - 麻痺性イレウスにおいて他の保存的治療で効果が認められない場合

## 重大な副作用
腸管・陣痛・流産に共通の重大な副作用は、心室細動、心停止、ショック、呼吸困難であり、陣痛の場合では更に過強陣痛、胎児機能不全徴候、羊水混濁が加わる。

## 合成法
2012年、PGF2αの簡潔かつ高立体選択的な全合成法が発表された。2,5-ジメトキシテトラヒドロフランを出発試薬とし、S-プロリンを不斉触媒として用いたこの合成法は、CoreyとChengが行った17段階の合成法に比べて大幅に改善され、わずか7段階で完了した。

## 主な誘導体
- ラタノプロスト
- ビマトプロスト
- トラボプロスト
- タフルプロスト
- ウノプロストン

## 参考資料
1. 1 2  伊藤勝昭 他『新獣医薬理学 第二版』近代出版、2004年。ISBN 4874021018。
2. ↑  “プロスタルモン・F注射液1000／プロスタルモン・F注射液2000 添付文書” (2016年6月). 2016年8月3日閲覧。
3. ↑  “Stereocontrolled organocatalytic synthesis of prostaglandin PGF2α in seven steps”. Nature 489 (7415):  278–81. (September 2012). Bibcode: 2012Natur.489..278C. doi:10.1038/nature11411. PMID 22895192.
4. ↑   The Logic of Chemical Synthesis. Wiley. (1995)